# HMS Belfast
La HMS Belfast (Pennant number C35) è un incrociatore leggero della Classe Town, tipo Edinburgh della Royal Navy britannica. Costruita nei cantieri Harland and Wolff di Belfast, entrò in servizio nell'agosto 1939 poco prima dello scoppio della seconda guerra mondiale. In novembre l'impatto con una mina tedesca costrinse la nave in cantiere per lunghe riparazioni. Ritornata in azione verso la fine del 1942, ha inizialmente scortato i convogli artici diretti ai porti settentrionali dell'Unione Sovietica nel 1943, ed ha poi partecipato alla Battaglia di Capo Nord. In seguito, ha fornito fuoco di supporto alle forze da sbarco sulle spiagge Gold e Juno durante l'operazione Nettuno e successivamente ha partecipato alla Guerra di Corea. Dopo essere stata rimodernata tra il 1956 ed il 1959, partecipò ad una serie di missioni in tutto il mondo. Dopo essere stata radiata nel 1963, sembrava che il suo destino fosse essere smantellata per il recupero dei materiali, ma, dopo una campagna organizzata da un ente privato, e dopo le richieste del contrammiraglio Sir Morgan Morgan-Giles, precedentemente comandante della nave, fu trasformata in nave-museo ed è ormeggiata a Londra, sul Tamigi, vicino al Tower Bridge, dal 21 ottobre 1971 (anniversario del Trafalgar Day).

## Costruzione

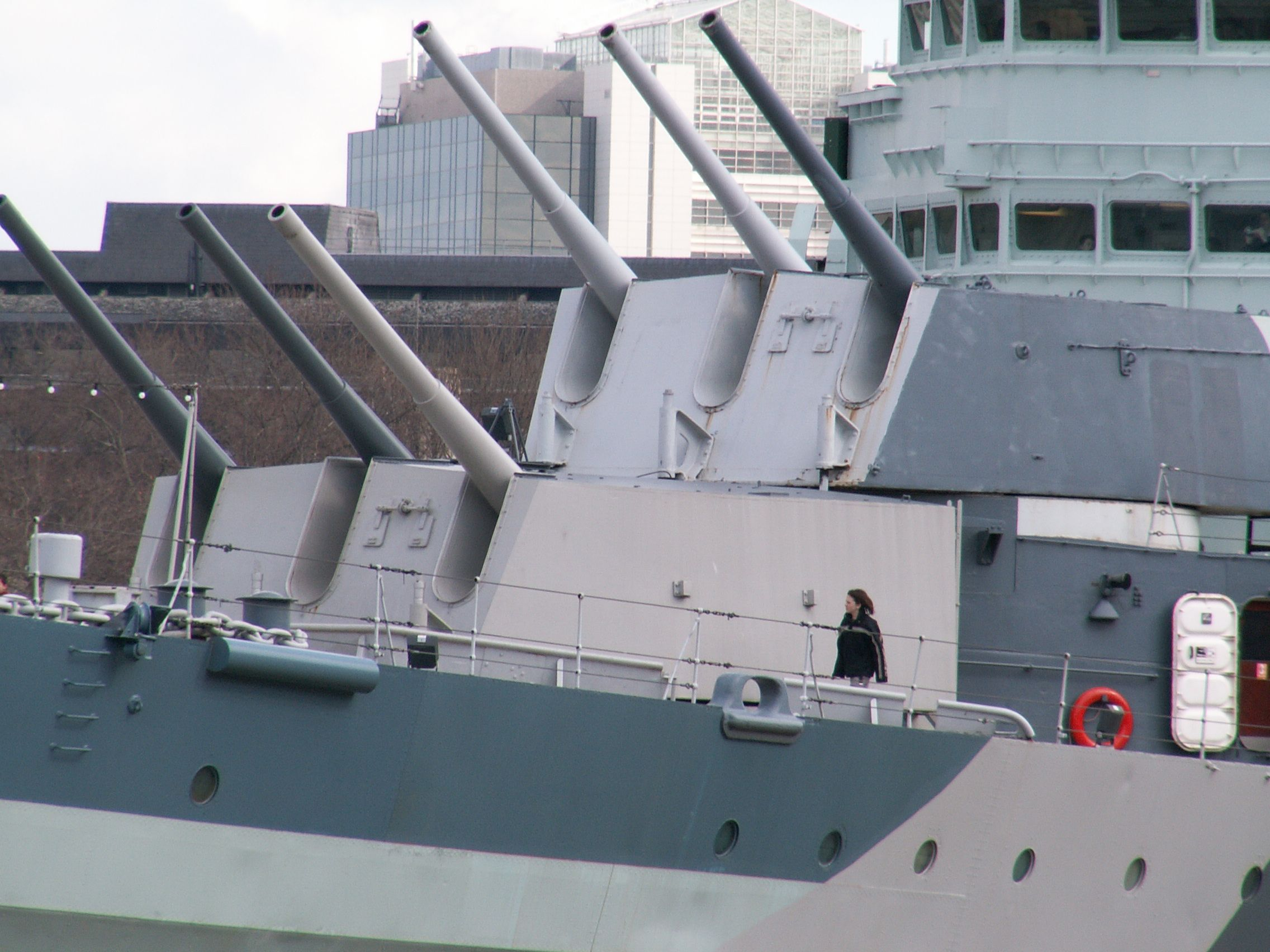
I cannoni della Belfast.

Gli incrociatori Classe Town erano pensati per non superare le 10 000 tonnellate, in base ai dettami del Trattato navale di Washington. Il progetto originale prevedeva torri quadrinate da 152 mm ma, a causa di problemi riscontrati durante la costruzione, vennero utilizzate delle versioni evolute delle torri trinate per i cannoni dell'armamento principale già utilizzate per le sottoclassi precedenti. Il risparmio in termini di massa dovuto al cambio di armamenti fu reinvestito nella corazzatura e nell'armamento antiaereo.
La Belfast venne varata il giorno di San Patrizio (17 marzo) del 1938 presso i cantieri Harland and Wolff di Belfast da Anne Chamberlain, moglie del Primo Ministro Neville Chamberlain. Il costo totale della nave fu di 2 141 514 sterline, di cui 75 000 per i cannoni e 66 500 per gli aerei imbarcati. Entrò in servizio nell'agosto 1939 al comando del Capitano G. A. Scott e fu assegnata al 18º Squadrone Incrociatori.

## Servizio

### Durante la Seconda guerra mondiale
All'inizio della guerra l'18th Cruiser Squadron erano navi impegnate nello sforzo intrapreso dagli Inglesi di imporre un blocco navale ai Tedeschi. Durante questa missione, la Belfast riuscì ad intercettare il transatlantico Cap Norte il 9 ottobre 1939 mentre cercava di rientrare in Germania fingendosi nave neutrale.
All'una del 21 novembre 1939 è stata poi gravemente danneggiata, mentre abbandonava il Firth of Forth, dall'impatto con una mina magnetica sganciata il 4 novembre dal sottomarino tedesco U-21 comandato dal Kapitänleutnant Fritz Frauenheim. L'incidente causò il ferimento di 21 uomini dell'equipaggio e la mina aprì uno squarcio nella chiglia, danneggiando scafo e macchinari in modo così grave che le riparazioni effettuate alla Her Majesty's Naval Base (HMNB) di Devonport richiesero tre anni di lavoro.
L'incrociatore si riaggregò alla Home Fleet nel novembre 1942 al comando del capitano Frederick Parham. Durante le riparazione, erano state implementate anche delle migliorie sulla nave, come l'allargamento del corpo centrale per conferirle maggiori forza longitudinale e stabilità e l'installazione dei più moderni dispositivi radar e di controllo di fuoco. la massa totale aumentò da 11 175 a 11 553 tonnellate, rendendo la Belfast il più pesante incrociatore leggero della flotta britannica.
Divenne poi la nave ammiraglia del 10th Cruiser Squadron, al comando del contrammiraglio Robert Burnett, con la missione di scortare i convogli artici diretti in Unione Sovietica. Il 26 dicembre 1943, in quella che poi divenne nota come la Battaglia di Capo Nord, lo squadrone, che comprendeva oltre alla Belfast la Norfolk e la Sheffield, si scontrò con l'incrociatore da battaglia tedesco Scharnhorst e, con l'aiuto della corazzata HMS Duke of York, riuscì ad affondarlo.
La Belfast partecipò anche all'Operazione Tungsten nel marzo 1944, un grande attacco aereo basato su portaerei concentrato sulla nave da battaglia tedesca Tirpitz, che dopo la Caccia alla Bismarck era l'unica grande nave tedesca ancora in mare, ed era attraccata all'Altafjord, nella parte settentrionale della Norvegia. La Tirpitz fu colpita da quindici bombe e fu pesantemente danneggiata, ma sopravvisse allo scontro.

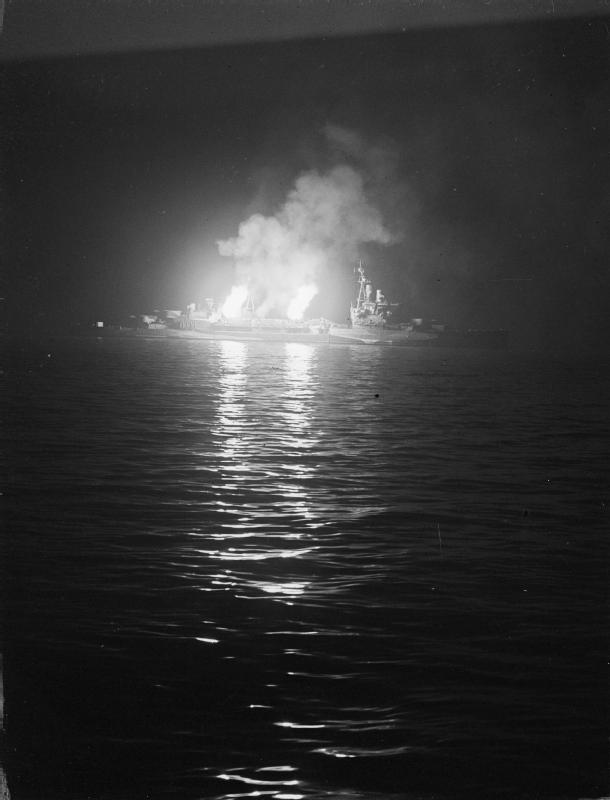
I cannoni da della HMS Belfast bombardano le posizioni tedesche in Normandia durante la notte.

Nel giugno 1944, l'incrociatore prese parte al bombardamento delle posizioni nemiche in preparazione all'Operazione Nettuno, cioè la fase di sbarco dell'Operazione Overlord, nel ruolo di nave ammiraglia della Bombardment Force E. Poi, in quanto parte dell'Eastern Naval Task Force, con la responsabilità di coprire lo sbarco delle truppe britanniche e canadesi sulle spiagge di Gold e Juno, fu una delle prime navi ad aprire il fuoco sulle coste francesi alle 5:30 del 6 giugno 1944.
Per le successive 5 settimane, la Belfast fu praticamente sempre in attività, sparando migliaia di proiettili dalle sue batterie da 102 e 152 mm, a supporto dei movimenti della fanteria a mano a mano che il fronte si spostava verso l'interno. L'ultimo colpo fu sparato l'8 luglio nel corso dell'Operazione Charnwood, la battaglia per la presa di Caen, nella quale, assieme alla nave da battaglia HMS Rodney ed alla cannoniera corazzata HMS Roberts aveva il compito di abbattere le posizioni tedesche.
Due giorni più tardi rientrò a Devonport per un breve rifornimento prima di spostarsi nel Pacifico, dove si unì all'Operazione Zipper, inizialmente volta a scacciare i Giapponesi dalla Malaysia britannica, ma diventata un'operazione di soccorso dopo la resa nipponica.
Durante gli ultimi giorni di guerra in Europa la nave, di stanza nel Mare del Nord, finì nel mirino di un sottomarino tedesco senza riuscire ad individuarlo. Il comandante nemico, per evitare un inutile bagno di sangue, visto che la guerra era agli sgoccioli, decise di risparmiare la nave e non aprire il fuoco.

### Dopo la guerra
La Belfast prestò servizio nella Guerra di Corea, a supporto delle forze da sbarco delle Nazioni Unite. Nel luglio del 1952 fu colpita dai colpi di una batteria nord-coreana, che uccisero un uomo e ne ferirono altri quattro.

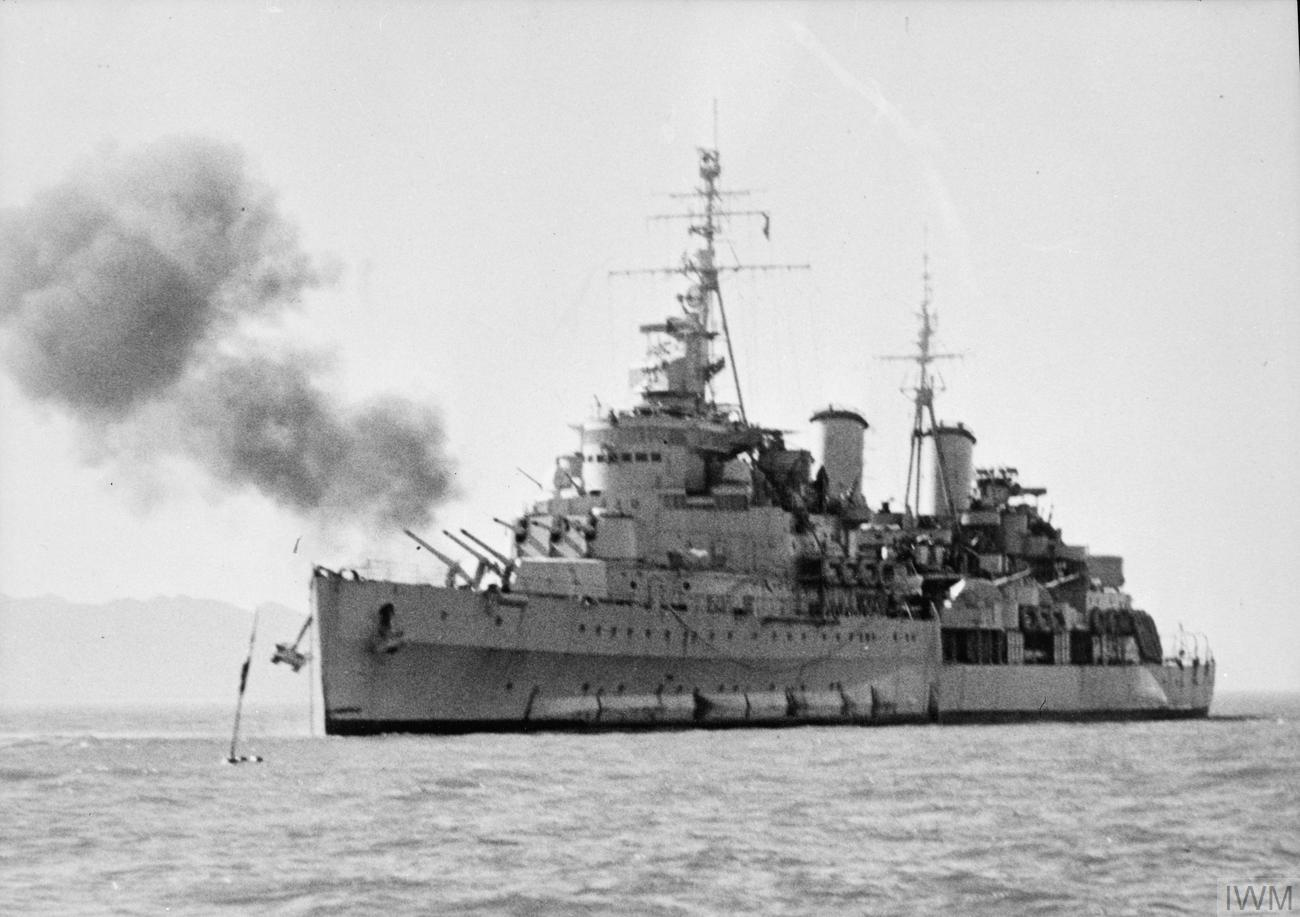
La HMS Belfast fa fuoco dai suoi cannoni da contro una concentrazione di truppe nemiche sulle coste occidentali della Corea.

La Belfast fu modernizzata tra il gennaio 1956 ed il maggio 1959. Tutti gli armamenti antiaerei (cioè i cannoni da 102 e da 40 mm) furono rimossi e rimpiazzati con armamenti più moderni dello stesso calibro. Anche tutta la strumentazione ed i radar installati durante la seconda guerra mondiale furono sostituiti. Infine il ponte originale fu ricostruito ed isolato per far fronte ad eventuali attacchi chimico-batteriologici o nucleari e gli originali alberi tripode furono sostituiti con dei nuovi alberi a struttura reticolare. Soluzioni analoghe furono implementate anche sulla nuova classe di incrociatori Tiger.
Fino al 1962, la nave operò in Estremo Oriente per delle esercitazioni e delle missioni diplomatiche. Nel dicembre del 1961, fornì la guardia d'onore a Dar-es-Salaam durante la cerimonia di indipendenza del Tanganica.
Partì da Singapore il 26 marzo 1962 alla volta del Regno Unito, per visitare un'ultima volta Belfast. Dopo un'ultima esercitazione nel Mediterraneo fu messa in disarmo il 24 agosto 1963.

## Nave museo

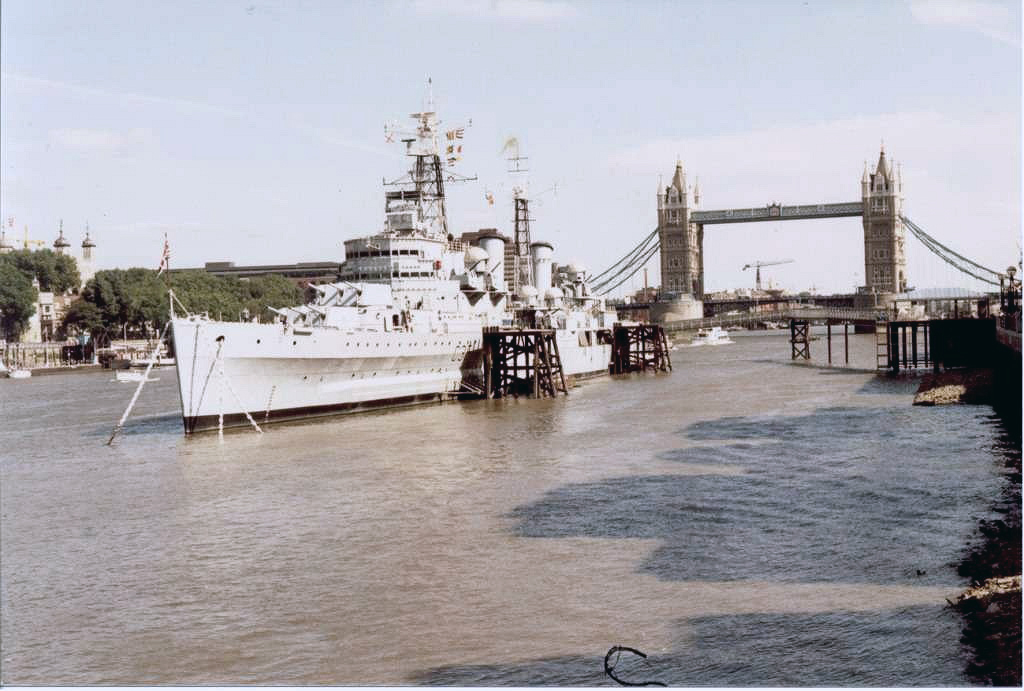
La Belfast nel Tamigi. Sullo sfondo Tower Bridge.

Nel 1967, l'Imperial War Museum iniziò a pensare alla possibilità di salvare una torretta da 152 mm per aggiungerla alla coppia di cannoni BL da 381 mm che già possedeva. Dopo una visita alla HMS Gambia (il 14 aprile) l'ipotesi divenne quella di conservare un'intera nave. La Gambia tuttavia era già troppo deteriorata per lo scopo, e così l'attenzione si concentrò sul tentativo di salvare la Belfast. Un comitato che comprendeva rappresentanti dell'Imperial War Museum, del National Maritime Museum e del Ministero della Difesa britannico, concluse nel giugno 1968 che il progetto era realizzabile. Agli albori del 1971 però, il Governo decise diversamente.

Ciononostante, un'associazione privata si riunì per continuare gli sforzi volti a conservare la nave. La HMS Belfast Trust era presieduta dal contrammiraglio Sir Morgan Morgan-Giles DSO OBE CM, ex comandante della nave e membro del Parlamento. In seguito all'azione del Trust, il Governo decise di cedere all'associazione la nave, che fu aperta al pubblico in corrispondenza del Trafalgar Day (21 ottobre) 1971. Anche se non faceva più parte della Royal Navy, alla HMS Belfast fu concessa una deroga che le consentì di continuare ad issare la White Ensign. Verso i tardi anni settanta però, le condizioni finanziarie del Trust erano pessime, e l'Imperial War Museum chiese il permesso di assorbire l'associazione. Il 19 gennaio 1978, il Segretario di Stato per l'Educazione e le Scienze, Shirley Williams, accettò la proposta dichiarando che 
La proprietà della nave fu quindi trasferita al museo il primo marzo 1978.
Dopo il trasferimento a Londra, la Belfast è stata tirata in secca due volte per effettuare delle riparazioni che ne consentissero la conservazione a lungo termine. Nel 1982 le riparazioni sono state fatte a Tilbury e nel giugno del 1999 a Portsmouth. La prima revisione riguardò la pulizia e la sabbiatura della carena, l'ispezione delle saldature ed un test agli ultrasuoni alla ricerca di crepe. Il controllo di Portsmouth è ricordato perché, programmato per l'anniversario dello sbarco in Normandia, il 6 giugno 1999, fu rinviato di un giorno a causa del maltempo.
In seguito, la Belfast fu anche ridipinta seguendo uno schema di mimetismo noto ufficialmente come Admiralty Disruptive Camouflage Type 25, identico a quello che aveva rivestito la nave nel periodo tra il novembre 1942 ed il luglio 1944. Alcuni tacciarono la modifica di anacronismo, perché ricordava la livrea della seconda guerra mondiale, mentre la configurazione odierna della nave deriva dalle pesanti modifiche apportate tra il gennaio 1956 ed il maggio 1959.
I cannoni di dritta sono puntati sull'area di servizio London Gateway services, a Nord di Londra sulla Motorway M1, ad una distanza di più di 18 km dalla nave. Questa scelta permette ai turisti di apprezzare la grande portata delle armi.

## Nella cultura di massa
- La HMS Belfast è citata nel romanzo di Neil Gaiman Nessun dove, dove viene utilizzata come locazione temporanea del mercato da London Below (Londra di sotto), una comunità sotterranea immaginaria di maghi e creature fantastiche.
- Sebastian Foucan è balzato dal ponte alla torretta dei cannoni in un'esibizione di Free Running utilizzata per il documentario del 2003 Jump London.
- Un video clip della canzone People Are People dei Depeche Mode mostra degli stralci di riprese della Belfast in scene di guerra[12], e per alcuni secondi i membri stessi della band vengono ripresi a bordo[13].
- La HMS Belfast è stata la scena per uno spettacolo degli Spandau Ballet nel 1980. La band si è ripresentata a bordo il 25 marzo 2009 per annunciare la propria riunione.
- La HMS Belfast è stata la sede della conferenza stampa in cui venne annunciata la scelta di Daniel Craig per interpretare James Bond nel film del 2006 Casino Royale. L'attore è arrivato a bordo dopo aver effettuato una spettacolare corsa a bordo di un motoscafo militare a scopo promozionale.
- La HMS Belfast è presente anche nel videogioco Azur Lane rappresentata come una ragazza in stile anime, caratteristica tipica del videogioco.

## Galleria d'immagini

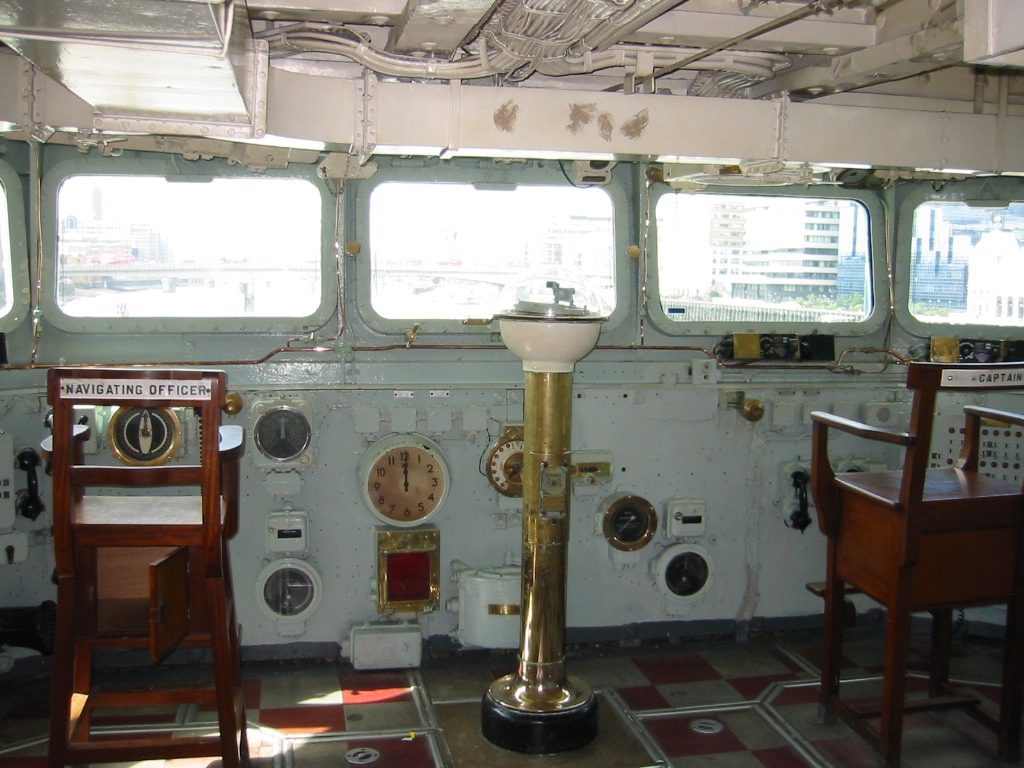
Il ponte della HMS Belfast.
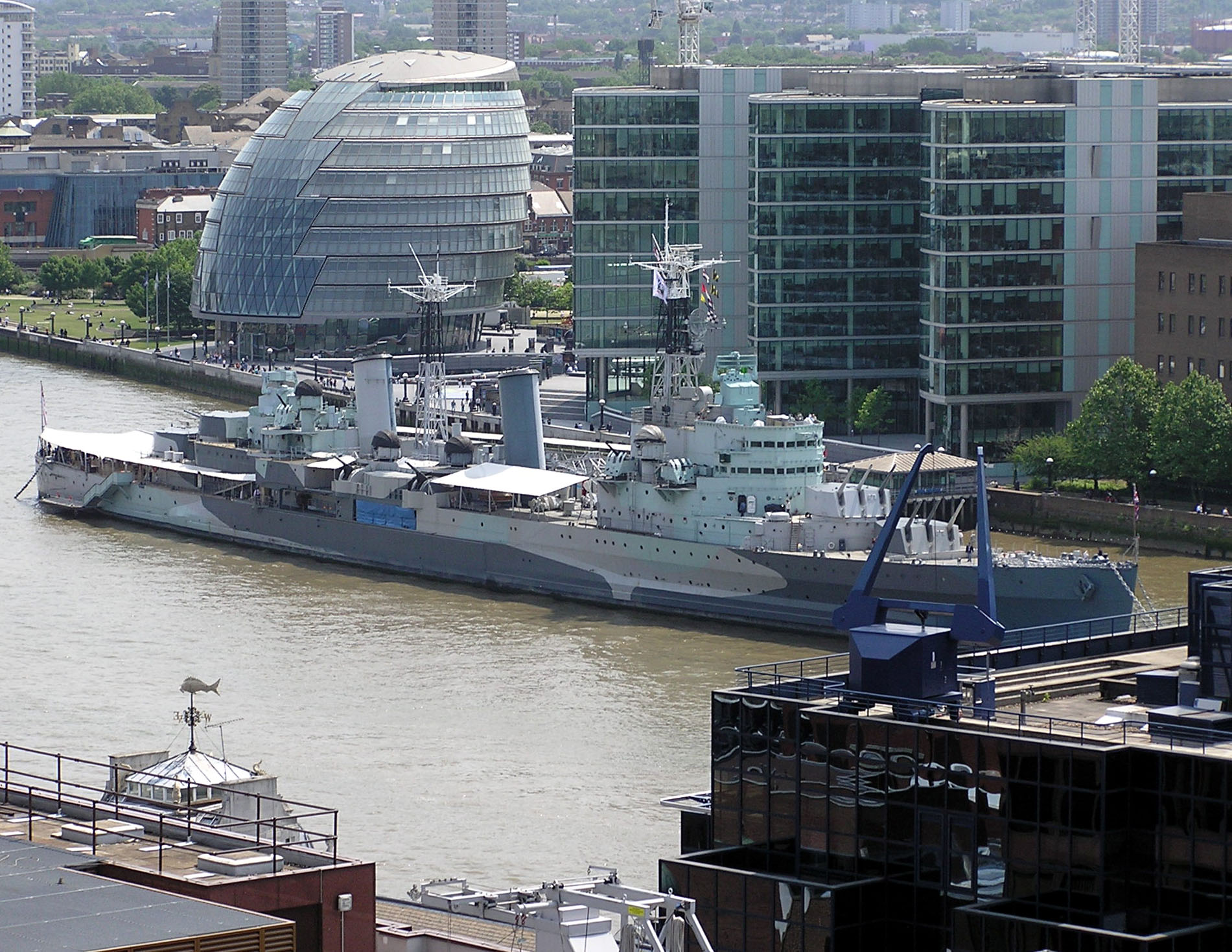
La HMS Belfast e la City Hall viste dalla cima del Monumento al grande incendio di Londra.
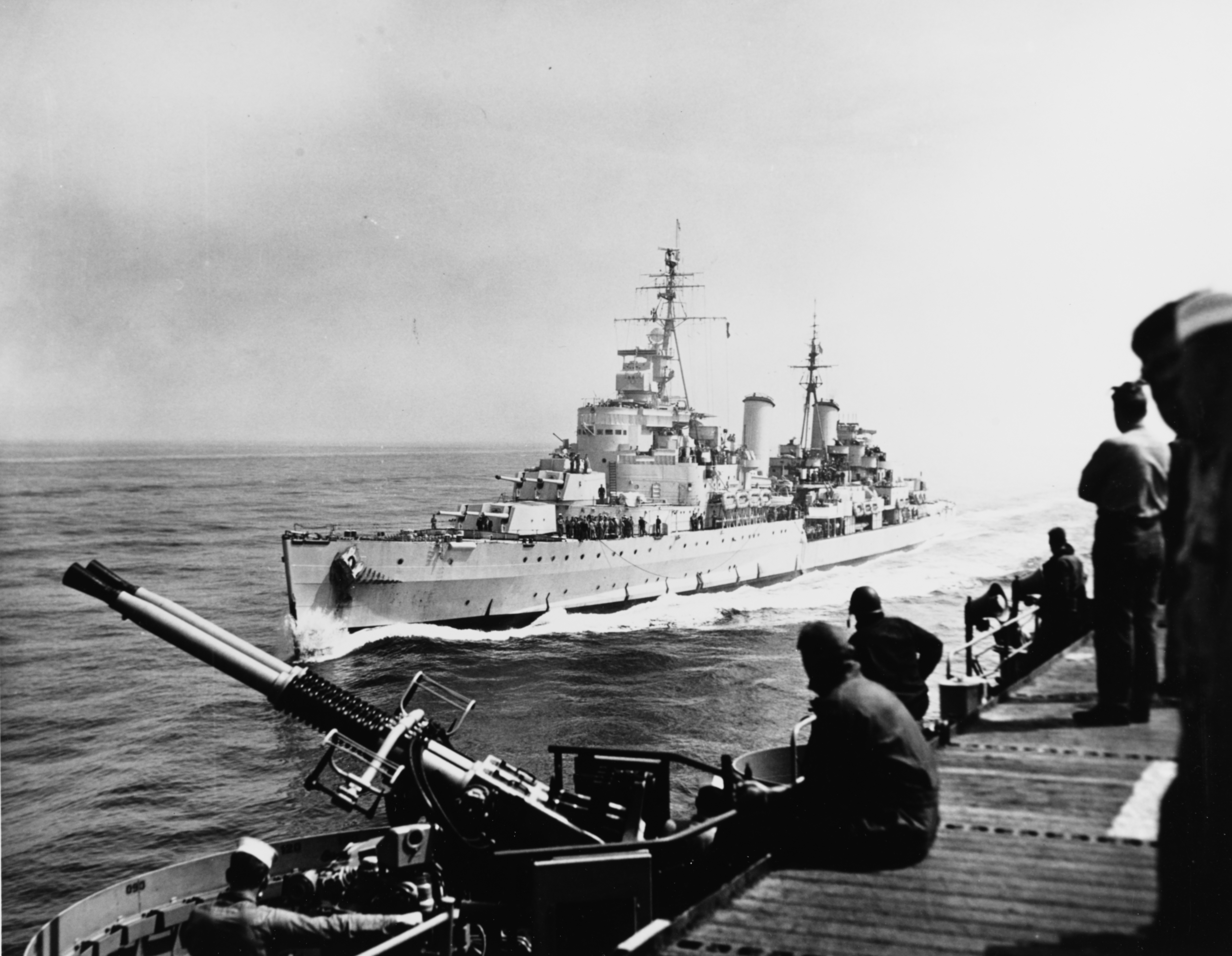
La Belfast affianca la USS Bataan al largo delle coste coreane il 27 maggio 1952.
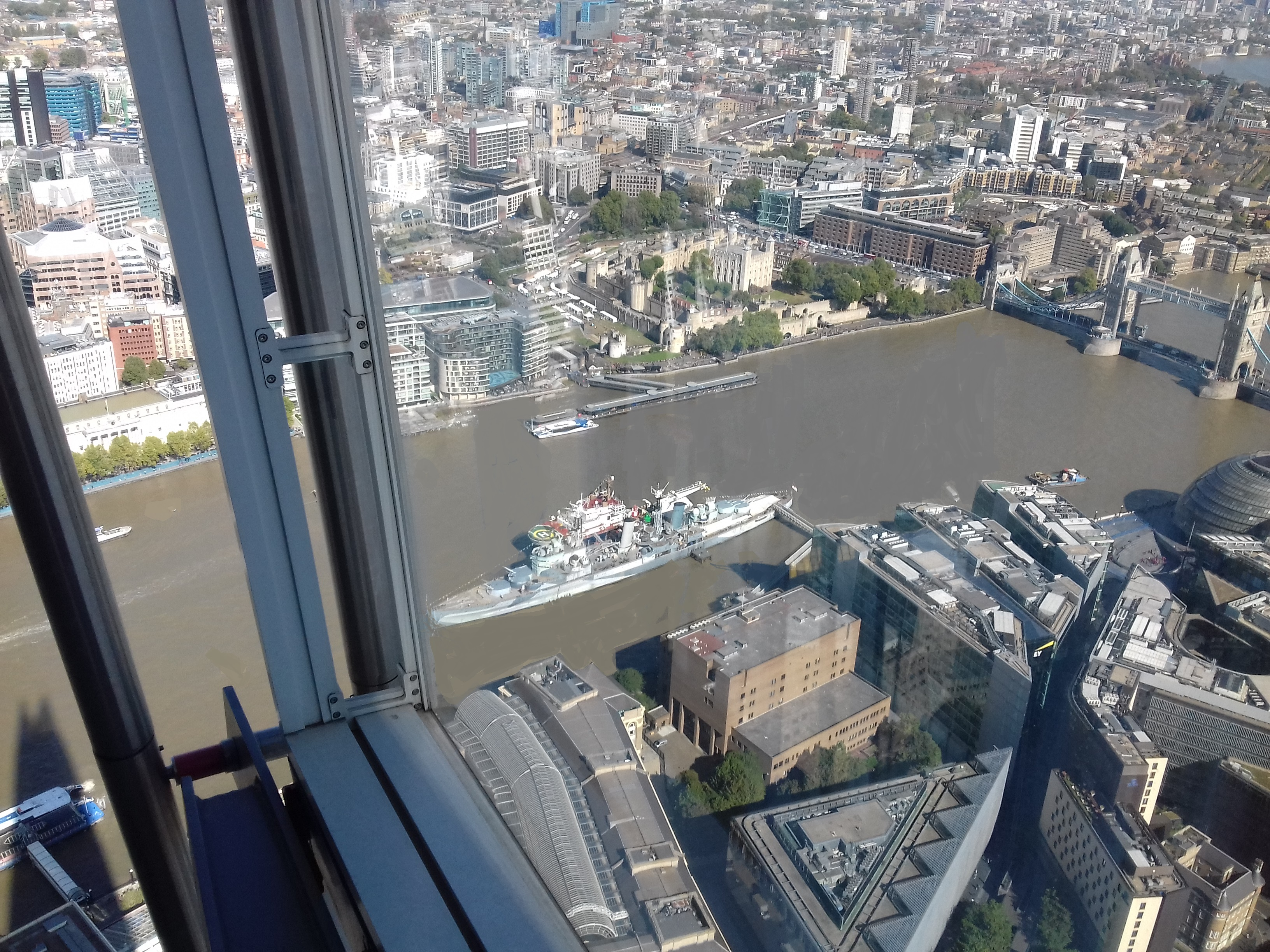
La Belfast vista dal grattacielo The Shard.